# Maximilian Ruth (Leichtathlet)
Maximilian Ruth (* 5. März 1994 in Witten/Nordrhein-Westfalen) ist ein deutscher Leichtathlet, der sich auf Sprints und Staffelläufe spezialisiert hat.

## Berufsweg
2013 machte Maximilian Ruth Abitur am Albert-Martmöller-Gymnasium in Witten. An der Ruhr-Universität Bochum studiert er Wirtschaftswissenschaft. Seit 2018 arbeitet er bei der Wirtschaftsprüfungsgesellschaft KPMG AG in der Transaktionsberatung.

## Sportliche Laufbahn
Zunächst spielte Ruth Fußball beim SV Bommern 05 und später beim FSV Witten. Mit 15 Jahren fasste er den Entschluss, Sprinter zu werden und hängte die Fußballschuhe an den Nagel.
2010, 16-jährig, belegte Ruth den 5. Platz über 200 Meter bei den deutschen U18-Meisterschaften. Ein Jahr später kam er über diese Distanz beim Europäischen Olympischen Jugendfestival (European Youth Olympic Festival – EYOF) auf den 7. Platz und wurde Deutscher U18-Meister über 100 und 200 Meter.
2012 errang Ruth mit der 4-mal-200-Meter-Staffel den Titel bei den deutschen Jugendhallenmeisterschaften und belegte über 200 Meter den 4. Platz. Er qualifizierte sich für die Teilnahme an den U20-Weltmeisterschaften in Barcelona in der 4-mal-100-Meter-Staffel, mit der er auch Deutscher U23-Vizemeister wurde.
2013 holte er Vizemeistertitel bei den deutschen Jugendhallenmeisterschaften über 200 Meter und mit der 4-mal-100-Meter-Staffel bei den U20-Europameisterschaften in Rieti als auch bei den deutschen Jugendmeisterschaften.
2014 wurde Ruth Deutscher U23-Meister mit der 4-mal-100-Meter-Staffel und belegte jeweils den 4. Platz bei den deutschen Hallenmeisterschaften mit der 4-mal-200-Meter-Staffel und bei den deutschen U23-Meisterschaften beim 100-Meter-Lauf.
2015 errang er drei weitere Titel. Seinen ersten Meistertitel bei den Aktiven holte Ruth bei den deutschen Hallenmeisterschaften mit der 4-mal-200-Meter-Staffel. Alsdann wurde er mit der 4-mal-100-Meter-Staffel Deutscher Juniorenmeister (U23) und holte sich mit ihr bei den deutschen Meisterschaften seinen zweiten Meistertitel in der Erwachsenenklasse.
2016 konnte Ruth bei den deutschen Meisterschaften den dritten Meistertitel bei den Aktiven mit der 4-mal-100-Meter-Staffel erringen. Mit ihr holte er auch bei den deutschen Juniorenmeisterschaften (U23) den Titel und kam über die 100-Meter-Distanz auf den 3. Platz.
2017 wurde Ruth in Leipzig mit der Staffel über 4-mal 200 Meter in persönlicher Bestzeit von 1:24,83 min Deutscher Hallenmeister und belegte in Erfurt bei den Deutschen Meisterschaften im 100-Meter-Lauf auf den 7. Platz. Gemeinsam mit Robin Erewa, Alexander Kosenkow und Maurice Huke wurde er in Erfurt zum dritten Mal hintereinander deutscher Meister in der 4-mal-100-Meter-Staffel.

## Vereinszugehörigkeit
Seit 2012 startet Maximilian Ruth für den TV Wattenscheid 01, vormals war er bei der DJK Blau-Weiß Annen.

## Bestleistungen
(Stand: 2. März 2017)

Halle
- 60 m: 6,71 s (Karlsruhe, 21. Februar 2015)
- 200 m: 21,51 s (Bielefeld 8. Februar 2014)
- 4 × 200 m: 1:24,2 min (Karlsruhe 22. Februar 2015)

Freiluft
- 60 m: 6,84 s (0,0) (Bremen, 21. Mai 2016)
- 100 m: 10,37 s (+0,7) (Regensburg, 11. Juni 2017)
- 200 m: 21,24 s (+0,1) (Wetzlar, 16. Juli 2014)
- 4 × 100 m: 39,34 s (Nürnberg, 26. Juli 2015)

## Erfolge
national
- 2010: 5. Platz deutsche U18-Meisterschaften (200 m)
- 2011: Deutscher U18-Meister (100 und 200 m)
- 2012: Deutscher Jugendhallenmeister (4 × 200 m)
- 2012: 4. Platz deutsche Jugendhallenmeisterschaften (200 m)
- 2012: 6. Platz deutsche U20-Meisterschaften (200 m)
- 2012: Deutscher U23-Vizemeister (4 × 100 m)
- 2013: Deutscher Jugendhallenvizemeister (200 m)
- 2013: Deutscher U20-Vizemeister (4 × 100 m)
- 2013: 3. Platz deutsche U20-Meisterschaften (100 m)
- 2014: 4. Platz deutsche Hallenmeisterschaften (4 × 200 m)
- 2014: Deutscher U23-Meister (4 × 100 m)
- 2014: 4. Platz deutsche U23-Meisterschaften (100 m)
- 2015: Deutscher Hallenmeister (4 × 200 m)
- 2015: Deutscher U23-Meister (4 × 100 m)
- 2015: 3. Platz deutsche U23-Meisterschaften (100 m)
- 2015: Deutscher Meister (4 × 100 m)
- 2016: 8. Platz deutsche Hallenmeisterschaften (60 m)
- 2016: Deutscher Meister (4 × 100 m)
- 2016: 3. Platz deutsche U23-Meisterschaften (100 m)
- 2016: Deutscher U23-Meister (4 × 100 m)
- 2017: Deutscher Hallenmeister (4 × 200 m)

international
- 2011: 7. Platz Europäisches Olympisches Jugendfestival (200 m)
- 2012: Teilnehmer U20-Weltmeisterschaften (4 × 100 m)
- 2013: U20-Vizeeuropameister (4 × 100 m)